# 샤를 나폴레옹 보나파르트
샤를 나폴레옹(Charles Napoléon,  1950년 10월 19일 ~ )은 프랑스의 정치인이자 외교관이다. 한때 프랑수아 미테랑 정권 시절이었던 1985년에서 1986년까지 1년간을 롤랑 뒤마 프랑스 외무장관 예하 비서실 차장을 지낸 그는 지난날 나폴레옹 보나파르트의 형제였던 제롬 보나파르트의 직계 후손으로 일부 나폴레옹 지지자로부터 나폴레옹의 권한을 부여 받은 보나파르트 왕가의 수장으로 인식되고 있다. 반면 또 다른 일부 지지자는 그의 아들인 장 크리스토프 나폴레옹을 보나파르트 왕가의 수장으로 생각한다.